# أراجونيت
الأراجونيت هو معدن من معادن الكربونات يتواجد في الصخور الرسوبية، يشبه في تركيبه المعدني معدن الكالسيت، ولكنه يختلف عنه في شكل الشبكة البلورية. يتكون بفعل العمليات الفيزيائية والحيوية، حيث أنه يكون أصداف بعض الكائنات الحية، وقد يترسب في البحار والمياه العذبة. لونه أبيض أما إذا دخل فيه بعض الشوائب، فقد يصبح لونه أحمر، أو أخضر، أو بنيًّا، أو أزرق، أو برتقاليًّا. ويترسب من الينابيع الحارة، كما يترسب في الفجوات والشقوق الموجودة في الصخور الحاوية للكالسيوم وكذلك في المغارات على شكل صواعد وهوابط، كما يتواجد مع طبقات الجبس ورواسب خامات الحديد.
سُمي المعدن بهذا الاسم نسبة إلى إقليم أراجون أحد أقاليم إسبانيا حيث وجدت بلوراته التوأمية السداسية الكاذبة لأول مرة. وتوجد الرواسب البلورية للمعدن في إقليم أراجون وفي جنوب فرنسا وفي جزيرة صقلية وبعض المناطق بإنجلترا وبعض الولايات المتحدة الأمريكية.

## التركيب
تركيبه الكيميائي هو كربونات الكالسيوم  CaCO3 CaO) = 56%، CO2 = 44%).وقد يحتوي على كمية من الاسترونشيوم أو الرصاص. يتبلور المعدن في فصيلة المعيني القائم نظام الهرم المنعكس (قانون التماثل) البلورات شائعة وهي إبرية الشكل أو هرمية أو مسطحة أو في هيئة توائم سداسية كاذبة. كما توجد البلورات في مجموعات كلوية أو عمدانية أو هابطيّة أو في هيئة ليفية أو متشععة أو متفرعة، وأحياناً على شكل قشور.
والمعدن عديم اللون أو أصفر باهت أو يميل إلى الاحمرار أو الزرقة أو السواد. وشفاف إلى نصف شفاف والبريق زجاجي على جميع الأسطح باستثناء سطح المكسر فيكون بريقه شحمياً، المخدش أبيض أو رمادي، الصلادة = 3,5 – 4، الانفصام غير كامل وموازٍ للمسطوح الجانبي والمنشور، المكسر غير مستوٍ، والوزن النوعي 2,95.
معدن الأراجونيت أقل استقراراً وانتشاراً من معدن الكالسيت حيث يتكون الأراجونيت في ظروف طبيعية كيميائية محددة بدرجات الحرارة المنخفضة وبالقرب من السطح. ويمكن أن يتحول إلى كالسيت بصفة مستمرة وشائعة وفي الظروف العادية، ويمكن تحويل الأراجونيت إلى كالسيت بمجرد طحنه على شكل مسحوق أو غليّه في الماء، وتتم عملية التحول في الطبيعة في بضع ساعات أو عدة سنوات.
وبلورات الأراجونيت لها تماثل معينى قائم وبناء ذرى ترص فيه ذرات الكالسيوم على شكل سداسي مغلق. أما مجموعات CO3 فإنها تترتب أو تسقط في طبقات بين طبقات ذرات الكالسيوم. وعملية التحول من أراجونيت إلى كالسيت ما هي إلا إعادة ترتيب لذرات الكالسيوم.

## الاستعمال
تُفرز بعض الحيوانات الرخوة كالمحاريات والقواقع كربونات الكالسيوم في هيئة أراجونيت في أصدافها. ويتحلل هذا على سطح الصدفة ليعطي كالسيت. وقد تم عمل اختبار ناجح بالأراجونيت لإزالة الملوثات مثل الزنك والكوبالت والرصاص من مياه الصرف الصحي الملوثة.

## معرض الصور

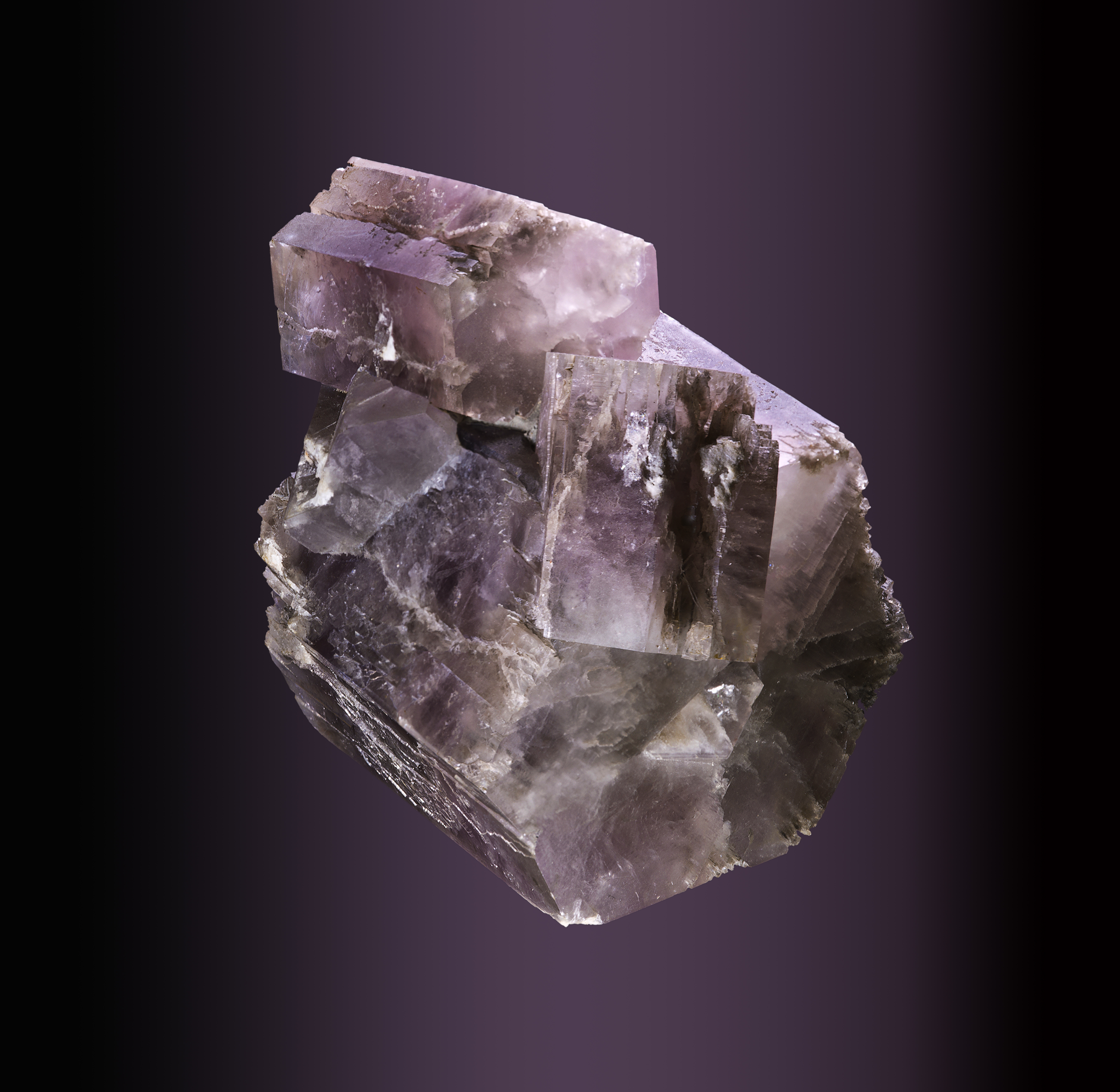
بلورات الأراجونيت من كوينكا في إسبانيا
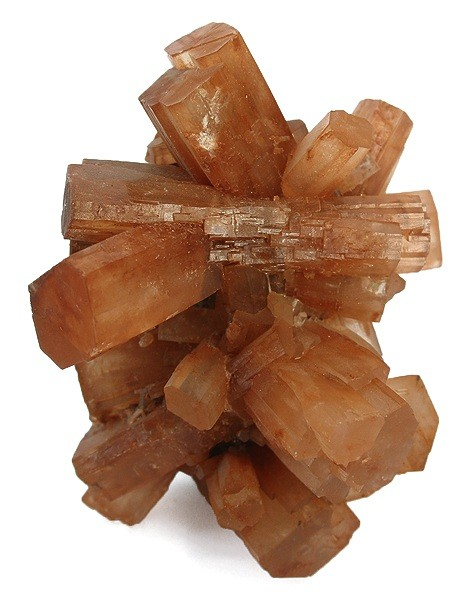
مجموعة من الأراجونيت المتوأمة في المغرب
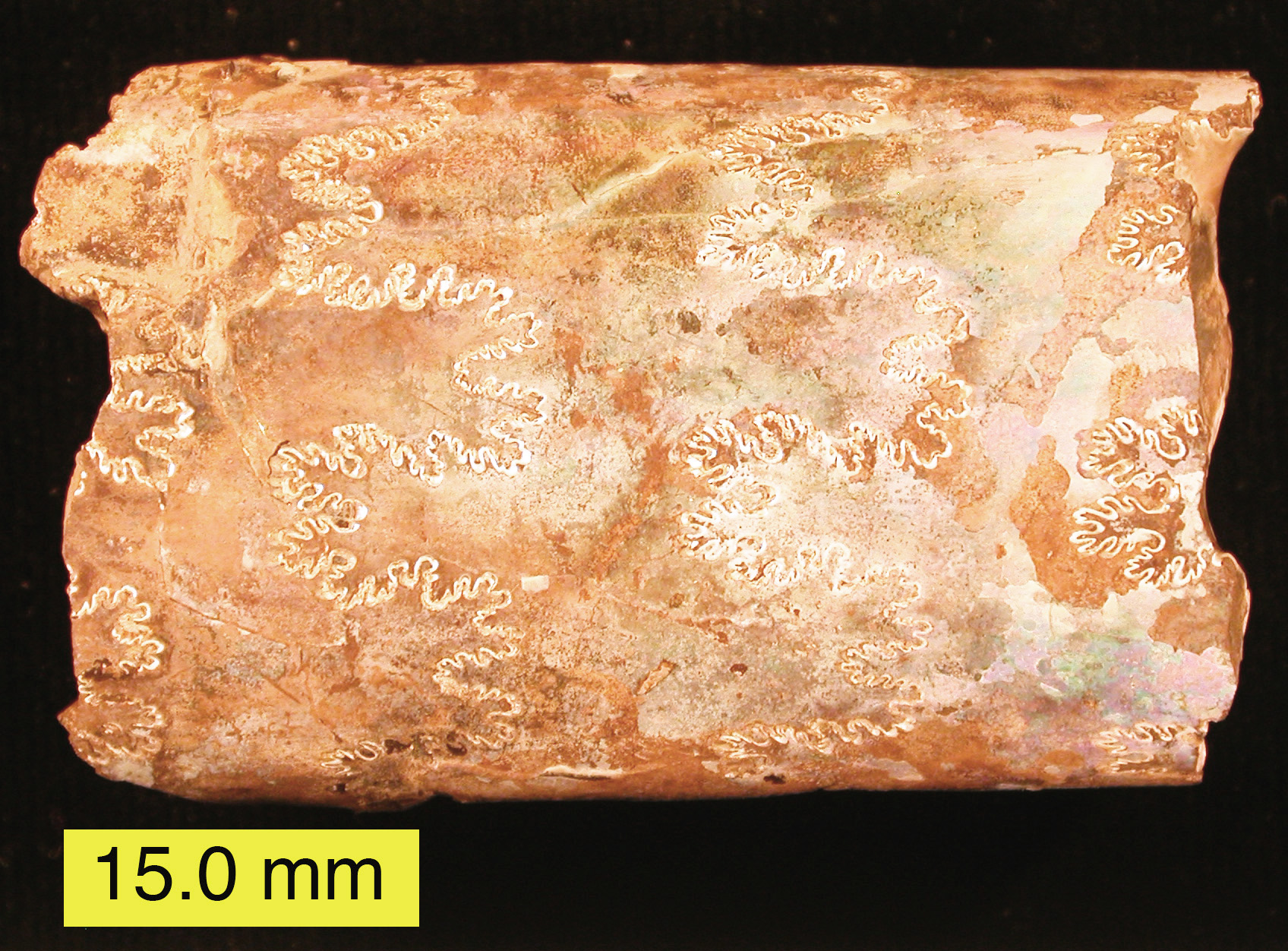
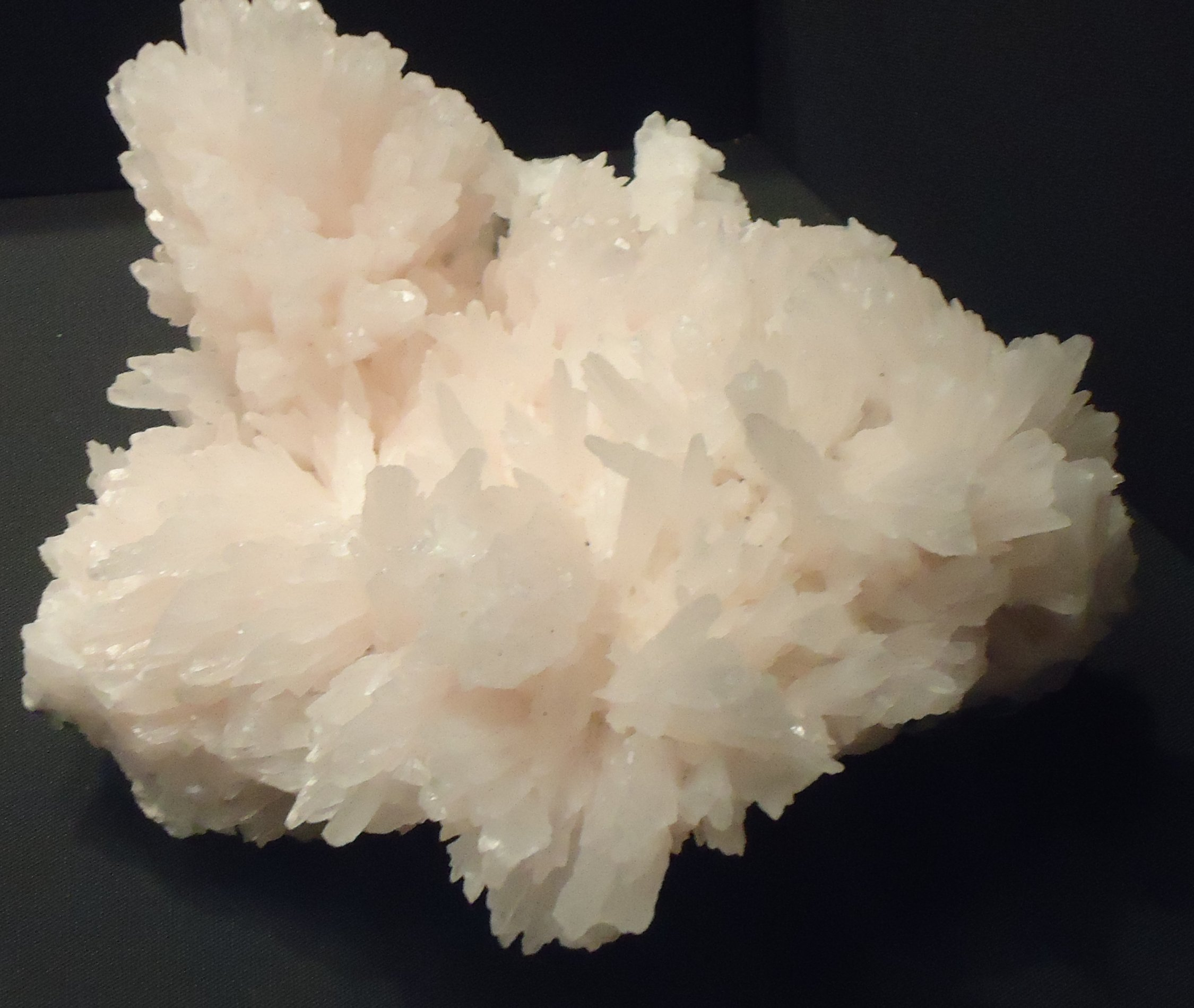
بلورات الأراجونيت الوردي
إشعاعات الأراجونيت